# Usnea intermedia
Usnea intermedia är en lavart som först beskrevs av A. Massal., och fick sitt nu gällande namn av Jatta. Usnea intermedia ingår i släktet Usnea och familjen Parmeliaceae.   Inga underarter finns listade i Catalogue of Life.